# TVBS企業總部
TVBS企業總部，為聯利媒體股份有限公司（TVBS）在中華民國的營運總部的總稱，共有八德大樓、內湖大樓及林口旗艦總部三處。2015年及2016年電視廣播有限公司（TVB）分兩次共出售TVBS百分百股份後，八德大樓及內湖大樓做為保留物業並未出售，TVB另外成立子公司聯意資產股份有限公司來持有兩處物業。2016年7月29日，聯意製作股份有限公司從聯意資產股份有限公司以新台幣40億元買下內湖大樓。

## 八德大樓
1993年：開台時，TVBS衛星訊號從母公司香港電視廣播有限公司當時總部「清水灣電視城」發射傳回臺灣，並租臺北市中正區八德路一段23號「匯大大廈」多個樓層當辦公室，後內部稱此辦公處「八德大樓」，其中10樓至14樓五層為自置產業。
1994年：TVBS各頻道的衛星訊號從臺灣發射。
2009年：僅有業務部、民調中心仍在「八德大樓」辦公。
TVBS被出售後，聯意資產股份有限公司持有該物業至今，但有意在適當時機出售變現。

## 內湖大樓
2007年12月21日：購入八大電視新建的內湖B座總部大樓整棟，成交價（連稅）約26.8億新台幣。新大樓佔地約26,780平方米，地上12層，地下4層，設置七個攝影棚，其中2座大型攝影棚位於地下，擁有HD製播設備。
2009年5月30日：早上七點TVBS新聞台播出，「內湖大樓」第一節新聞《早安台灣》，整個搬遷作業正式完成。
2009年6月8日：進行「內湖大樓」剪綵儀式，「內湖大樓」成為TVBS最新的總部大樓。
2015年5月6日：遭到不明人士噴漆。
目前亚洲新闻台駐台分社、NHK台北支局設在「內湖大樓」8樓。
TVBS出售後，該物業曾短時間被聯意資產股份有限公司持有，TVBS已經於2016年7月將其買回。
2016年12月21日TVBS聯意製作股份有限公司改為TVBS聯利媒體股份有限公司。

## 林口旗艦總部
2012年10月25日：與新北市政府簽約，標下新北市林口區新北影視城的1.4公頃用地，位於林口區文化一路二段及信義路口相鄰民視數位媒體總部大樓，投資新台幣50億元打造旗艦電視總部，原預計於2015年12月啟用，但截至2022年仍未動工。

## 曾經使用的南港大樓
租用東光鋼鐵位於臺北市南港區重陽路72號地，興建「南港攝影棚」。
2000年：「南港大樓」啟用，節目部、周刊部遷入，主要用來製播TVBS-G節目，面積約共8,370平方米，擁有八座攝影棚，其中一座更仿美國CNN新聞編輯台設計。而其他部門仍在「八德大樓」辦公。
2009年1月：「南港大樓」退租，所有位於「南港大樓」的部門搬遷至「內湖大樓」。「南港大樓」退租後森森百貨與東森電視遷入，森森百貨歇業後東森新聞雲遷入至今。后2024年5月东森电视从南港摄影棚退租搬迁至南港路二段17号亚洲卫星電視总部。

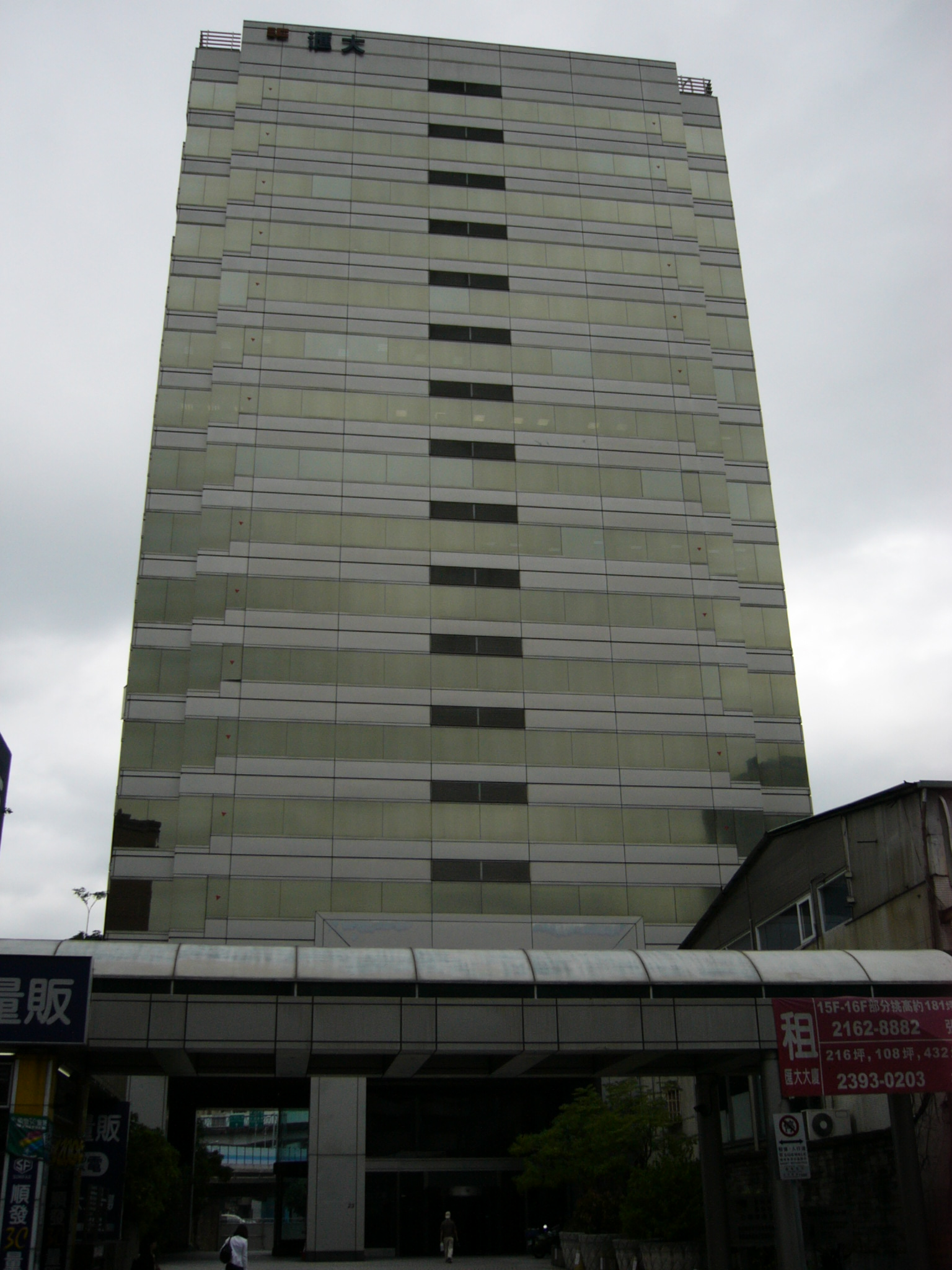
TVBS八德大樓（匯大大廈）
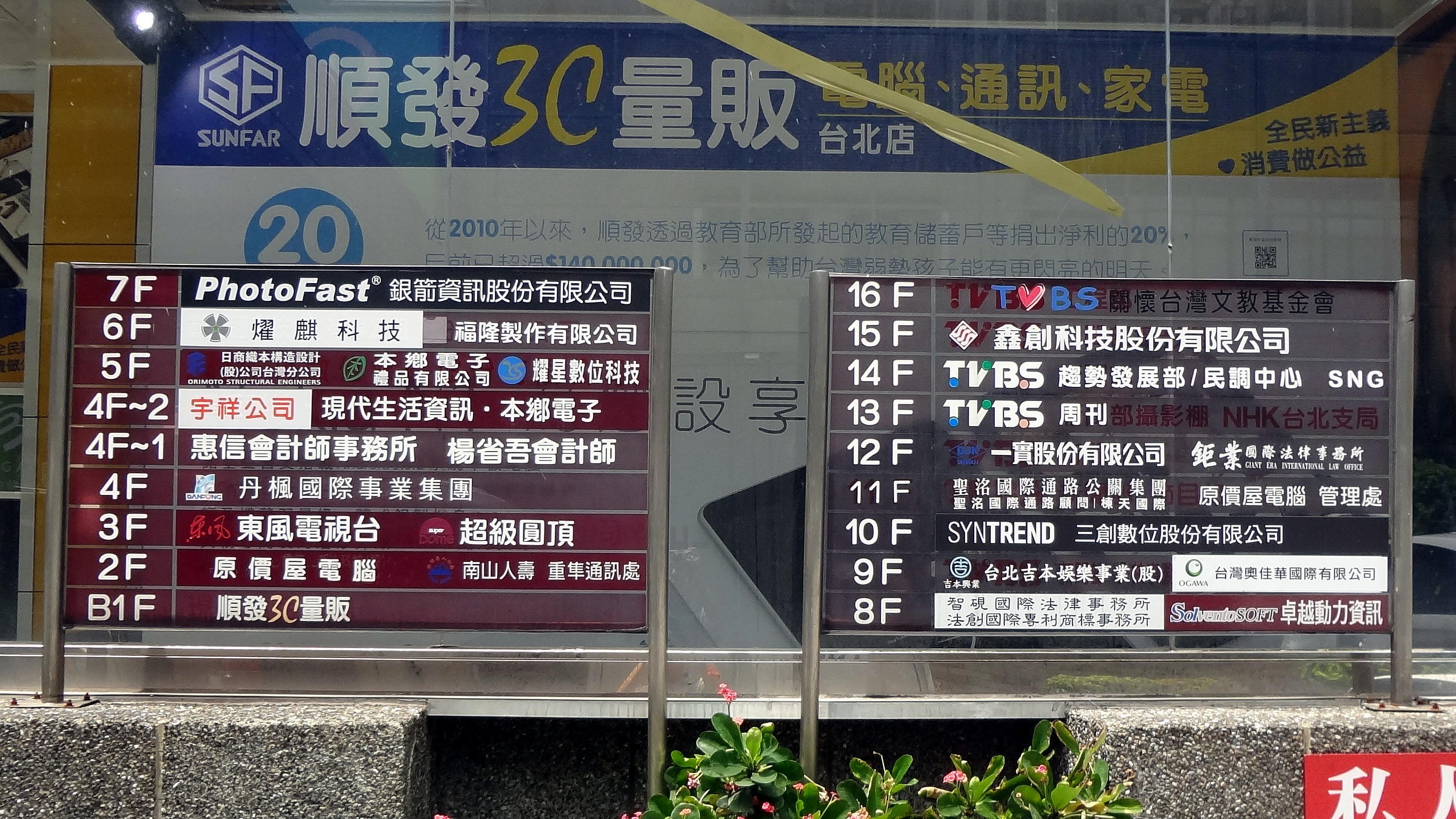
TVBS八德大樓（匯大大廈）各樓層使用狀況圖2015年8月11日版
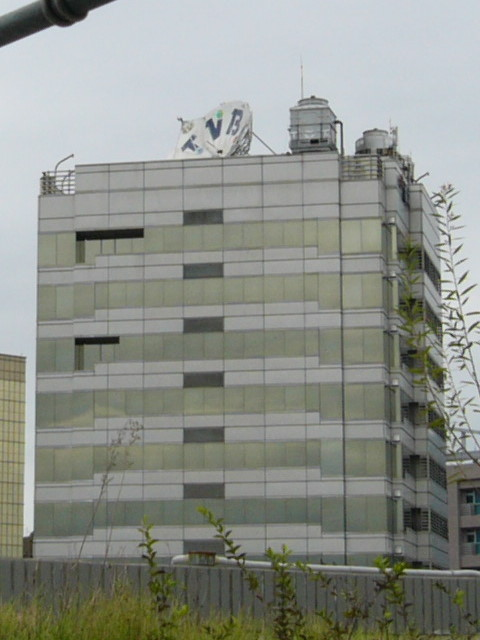
TVBS八德大樓（匯大大廈）頂樓的碟形天線
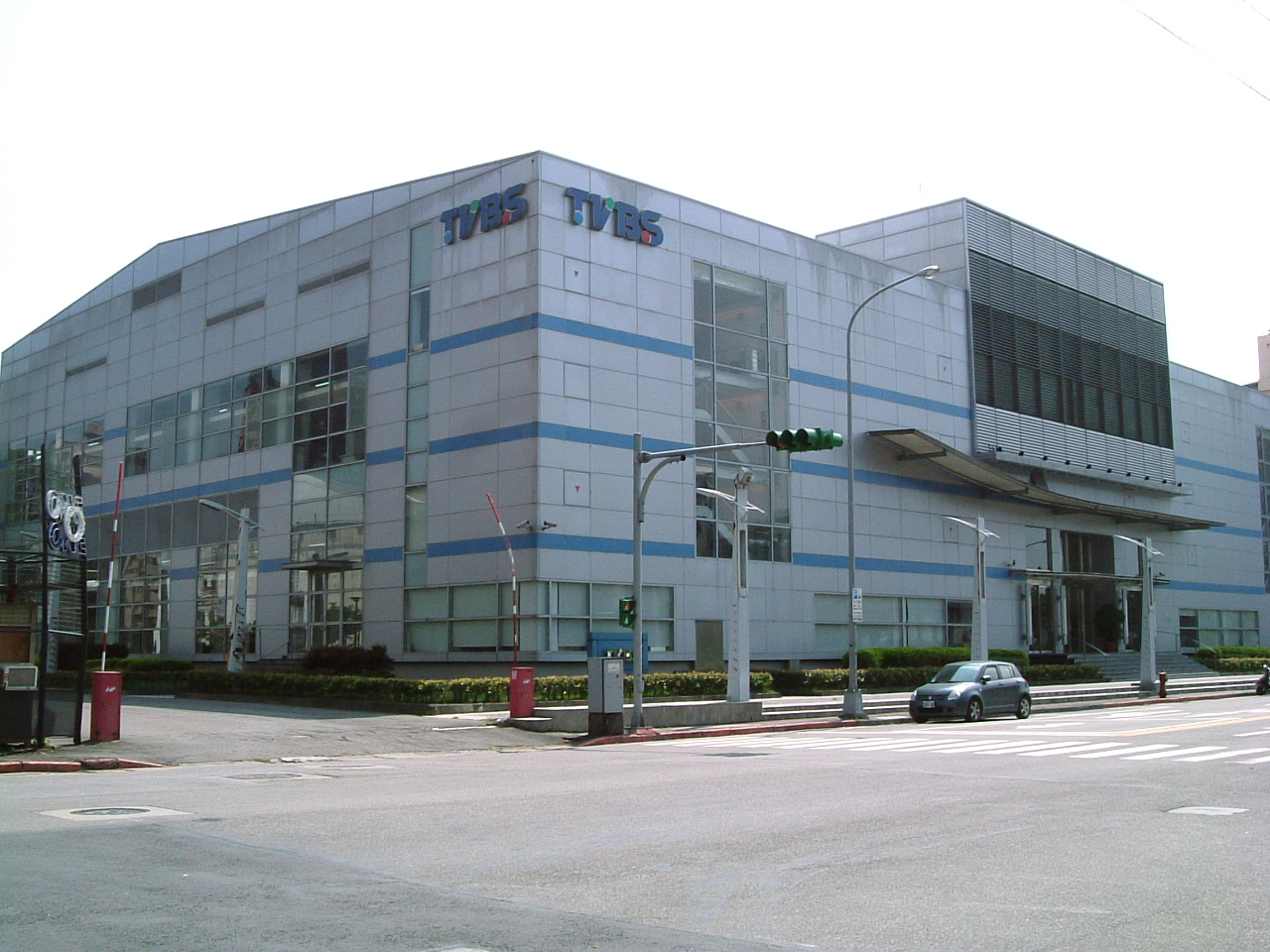
TVBS南港大樓
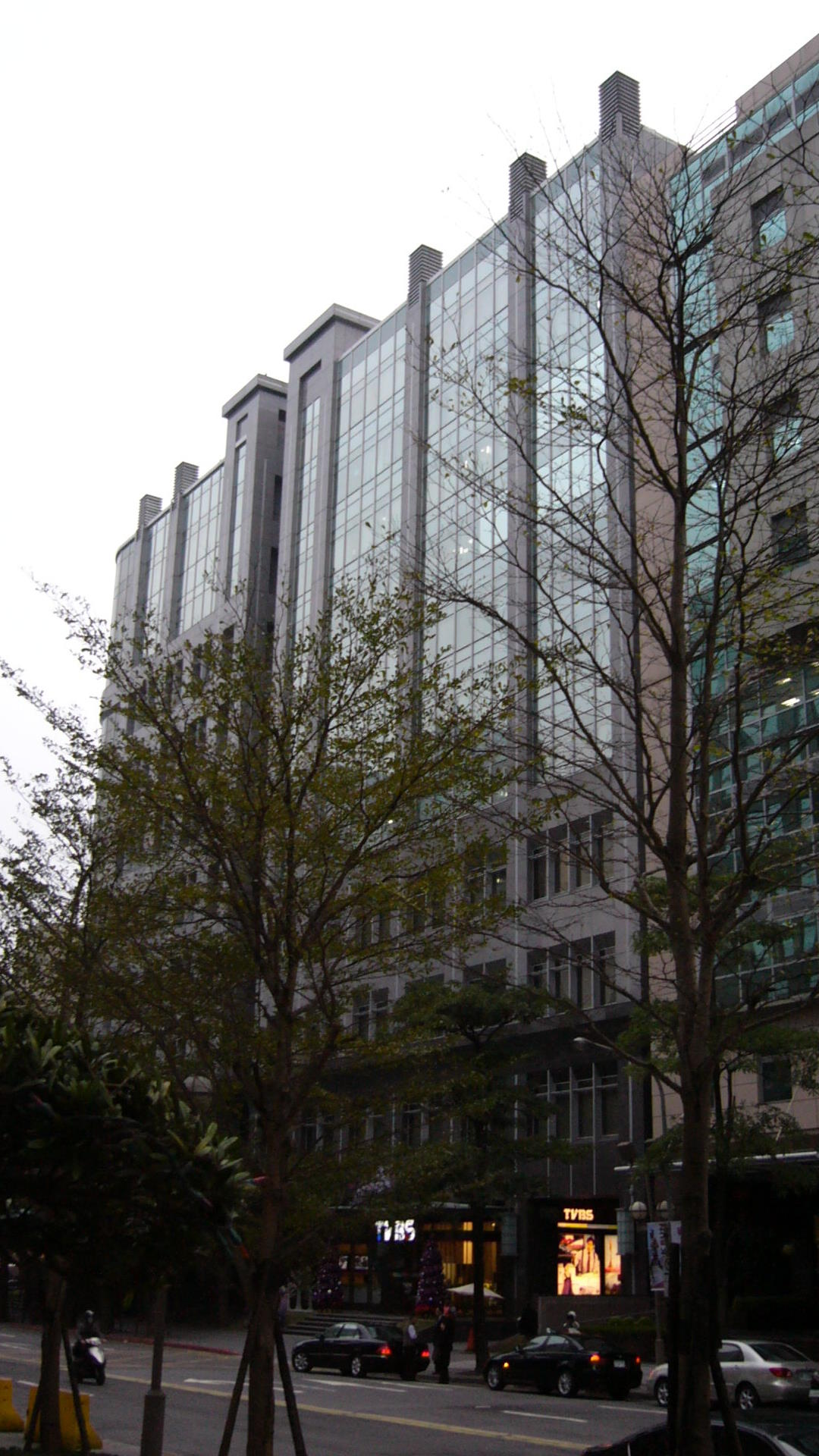
八大電視總部大樓（左）與TVBS內湖大樓（右）
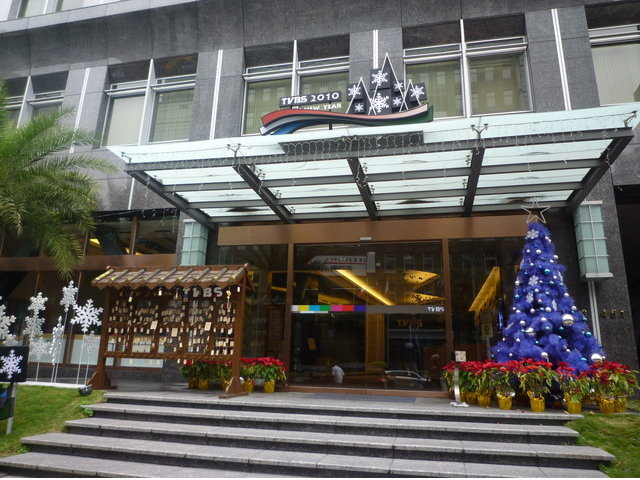
TVBS內湖大樓一樓外觀